# Retrato de la princesa Anna Obolenskaya
El retrato de la princesa Anna Obolenskaya (en francés: Portrait de la princesse AA Obolenskaya) es una pintura de 1887 de Carolus-Duran, uno de los retratistas más importantes de la alta sociedad de París en ese momento. Hoy forma parte de la colección del Hermitage de San Petersburgo.

## Anna Obolenskaya
Anna Obolenskaya (1861/62 - 1917) era hija de Alexander Polovtsov y su esposa Nadezhda Yunina, hija adoptiva de Alexander von Stieglitz, director del primer banco central ruso. Este matrimonio le proporcionó a Alexander Polovtsov no solo una dote significativa, sino también posiciones políticas influyentes. Fue miembro del consejo de estado entre 1892 y 1909. La propia Anna estaba casada con otro miembro del consejo, Aleksandr Obolensky, miembro de la familia principesca Obolensky. Este retrato fue considerado durante mucho tiempo como una representación de Nadezhda Polovtsova, que ya había sido pintada por Carolus-Duran en 1876. No fue hasta 1962 que Pyotr Obolensky, el hijo de Anna, pudo corregir este error.

## Presentación
En el transcurso de los años ochenta del siglo XIX, Carolus-Duran pintó cada vez más al estilo de Manet, fallecido en 1883. Esto se observa en la peonía pintada de modo impresionista en la mano de Anna Obolenskaya, que hace una maravillosa combinación con su vestido. Manet también había plasmado esta flor varias veces en naturalezas muertas. Sin embargo, para no asustar a su público comprador, Carolus-Duran nunca volvería completamente la espalda a la tradición académica, como también muestra este retrato. El retrato de Madame Paul Poirson que Sargent había pintado en París aproximadamente un año antes también puede haber sido una fuente de inspiración para Carolus-Duran. Aunque el uso del color difiere mucho, ambas obras muestran similitudes en la composición.

## Origen
- Propiedad de Anna Polovtsova.
- En la colección del museo de la Escuela de Dibujo Técnico Baron Stieglitz, San Petersburgo. Este museo fue fundado por Alexander von Stieglitz y Alexander Polovtsov.
- 1931: La obra termina en el Hermitage a través de la organización comunista Antiquariat.

## Imágenes

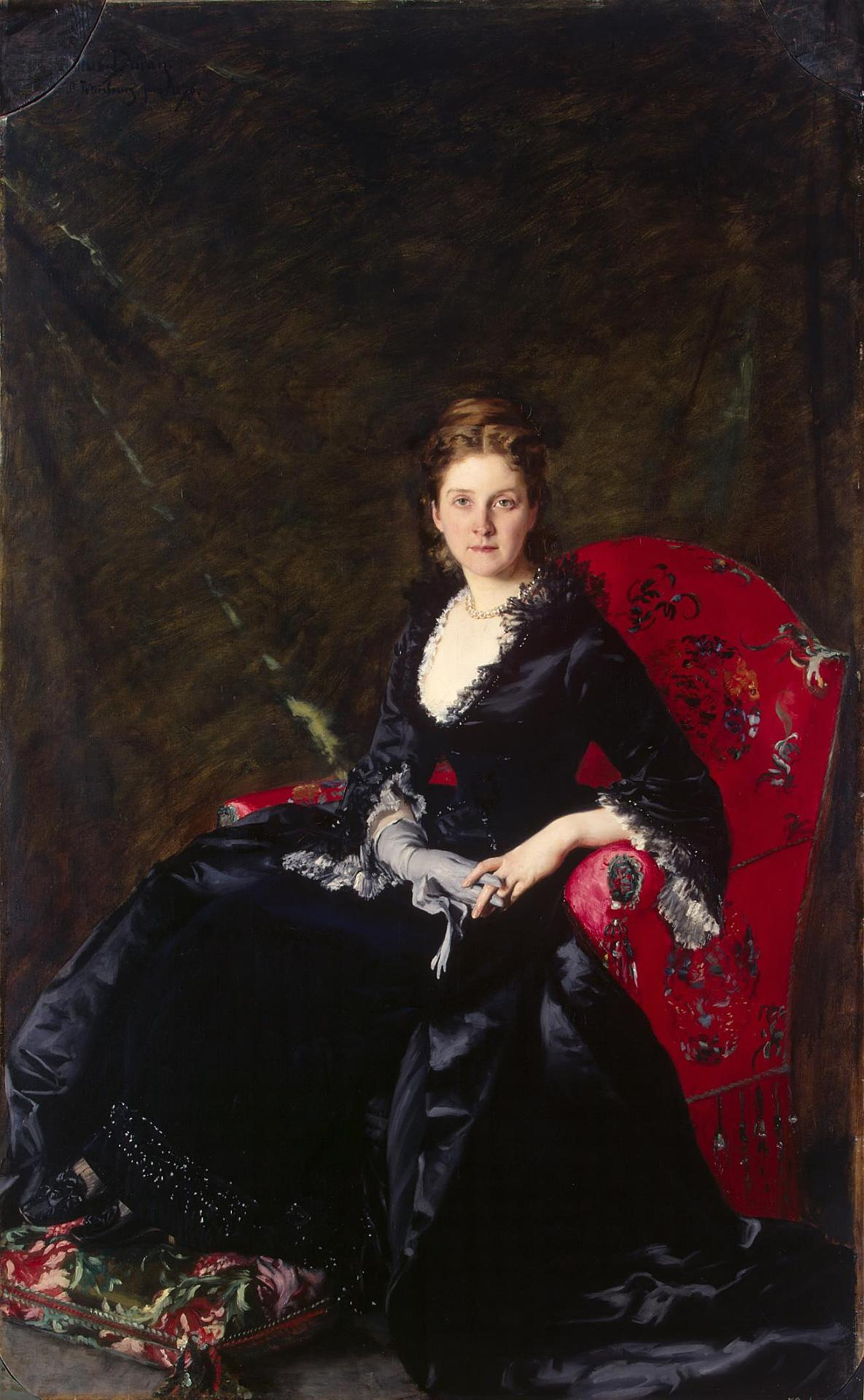
Retrato de Nadezhda Polovtsova - Carolus-Duran
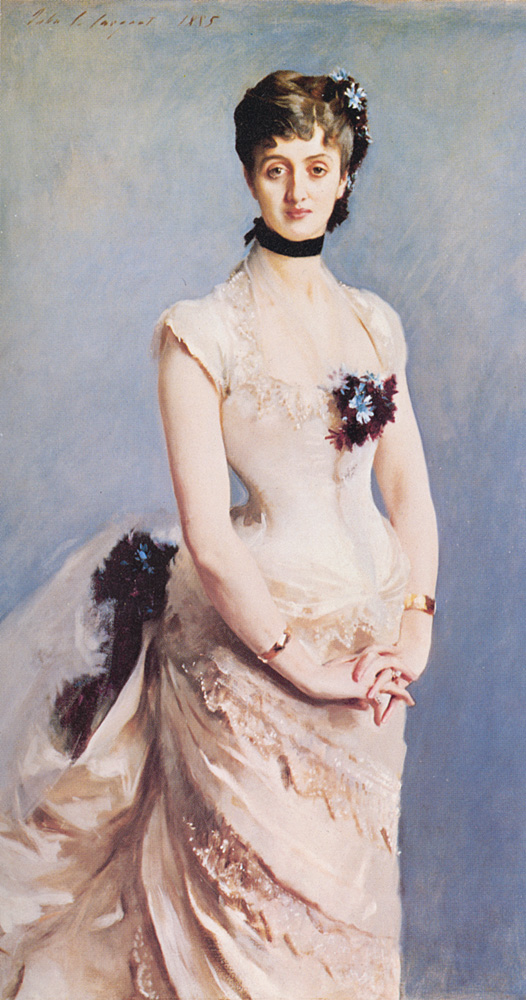
Retrato de Madame Paul Poirson - John Singer Sargent